# ویتبسک
ویتبسک (بلاروسی: Ві́цебск، روسی: Витебск، تلفظ [ˈvʲitʲɪpsk], لیتوانیایی: Vitebskas)، یک شهر در بلاروس است.

## خصوصیات
ویتبسک ۱۲۴٫۵۴ کیلومترمربع مساحت و ۳۴۷٬۹۲۸ نفر جمعیت دارد و ۱۷۲ متر بالاتر از سطح دریا واقع شده‌است.
لیلا رجبی، ورزشکار پرتاب وزنه تیم ملی ایران، با نام تولد تاتیانا ایلیوشچانکا (به انگلیسی: Tatyana Ilyushchanka) متولد این شهر است.